# Салье, Георгий Александрович
Георгий Александрович Салье (1 (14) марта 1907, Санкт-Петербург, Российская империя — 22 сентября 1968, РСФСР, СССР) — советский физик-акустик и звукооператор киностудии «Ленфильм».

## Биография
Родился (1 (14) марта 1907 года в семье служащего.
C 1914 по 1918 год учился в гимназии Мая.
Звукооператор киностудии «Ленфильм». Член Союза кинематографистов СССР (Ленинградское отделение).
В 1928 году женился на Надежде Ивановне Лашковой. В семье было двое сыновей: Владимир (родился в 1931 году) и Юрий (родился в 1938 году).
Скончался 22 сентября 1968 года.

## Фильмография
- 1958 — Последний дюйм (Режиссёры-постановщики: Теодор Вульфович, Никита Курихин)
- 1959—1961 — Поднятая целина (Режиссёр-постановщик: Александр Иванов)
- 1961 — Барьер неизвестности (Режиссёр-постановщик: Никита Курихин)
- 1962 — Если позовёт товарищ (Режиссёр-постановщик: Александр Иванов)
- 1963 — Родная кровь (Режиссёр-постановщик: Михаил Ершов)
- 1964 — Государственный преступник (Режиссёр-постановщик: Николай Розанцев)
- 1965 — Друзья и годы (Режиссёр-постановщик: Виктор Соколов)
- 1966 — Не забудь… станция Луговая (Режиссёры-постановщики: Никита Курихин, Леонид Менакер)
- 1967 — В огне брода нет (Режиссёр-постановщик: Глеб Панфилов)
- 1970 — Белое солнце пустыни (Режиссёр-постановщик: Владимир Мотыль) (работал только на пробах.)

## Признание и награды
Работал звукооператором на фильмах, получивших признание в СССР и за рубежом:
- 1958 — Последний дюйм — Второй приз за фильм для детей и юношества III (нерегулярном[1]) ВКФ, Минск (1960).
- 1961 — Барьер неизвестности — Приз «Золотое перо» фильму на II МКФ авиационных фильмов и фильмов о космосе в Виши, Франция (1965).
- 1967 — В огне брода нет — Главный приз «Золотой Леопард» на XXII МКФ в Локарно, Швейцария (1969).